# Dassault Falcon 50
Dassault Falcon 50 – trzysilnikowy samolot biznesowy produkowany przez Dassault Aviation, wersja rozwojowa Dassault Falcon 20, zbudowany w modnym w latach 60. układzie S-kanałowym z trzecim silnikiem umieszczonym przy nasadzie statecznika pionowego. Taki sam układ jest kontynuowany w budowanych obecnie Dassault Falcon 900 i Dassault Falcon 7X. W 1997 oblatano zmodernizowaną wersję Falcon 50EX wyposażoną w szklany kokpit typu Collins Pro Line 4 i nowe silniki AlliedSignal TFE 731-40 (obecnie Honeywell). Nowa wersja oferowała większy zasięg przy 7% redukcji zużycia paliwa, a także mniejsze koszty eksploatacji, produkcje wersji EX zakończono w 2008 roku. 6 kwietnia 1994 roku Falcon 50 Republiki Rwandy wiozący rwandyjskiego prezydenta Juvénal Habyarimana oraz Cyprien Ntaryamira, prezydenta Burundi, został zestrzelony podczas podejścia do lądowania na lotnisku w Kigali, samolot został dwukrotnie trafiony pociskami typu ziemia-powietrze, katastrofy nikt nie przeżył.

## Użytkownicy wojskowi/rządowi
- Benin
- Burundi
- Dżibuti
- Egipt
- Francja
- Hiszpania
- Iran
- Irak
- Jordania
- Jugosławia
- Libia
- Maroko
- Portugalia
- Rwanda
- Południowa Afryka
- Serbia
- Sudan
- Szwajcaria
- Wenezuela
- Włochy

## Dane techniczne

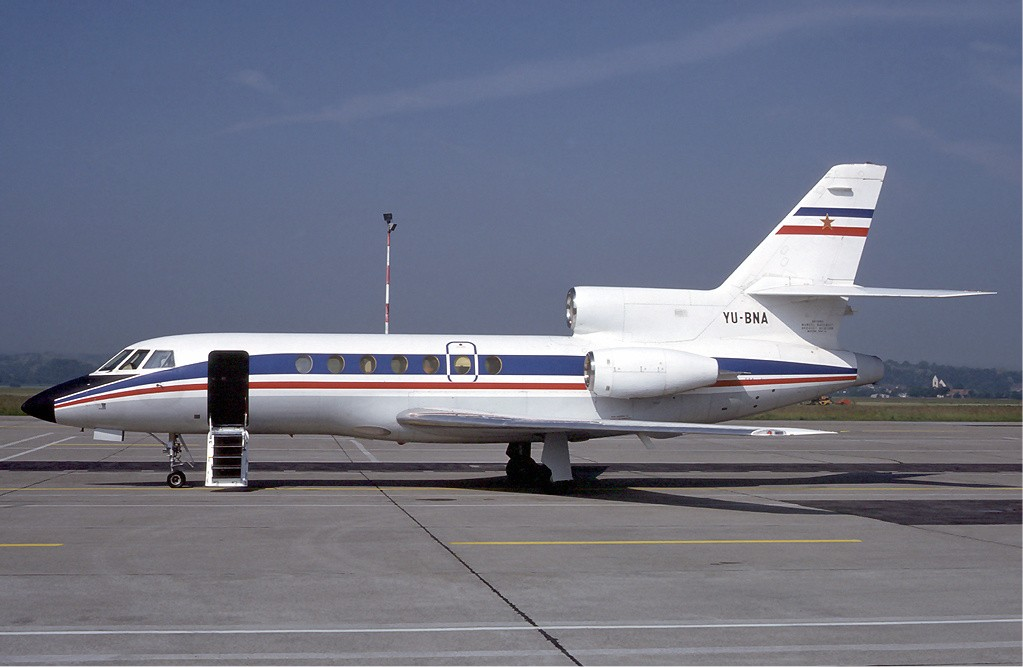
Jugosłowiański Falcon 50 w Bazylei, 1984

| Parametr                  | Falcon 50             | Falcon 50EX              |
| ------------------------- | --------------------- | ------------------------ |
| Długość:                  | 18,52 m               | 18,52 m                  |
| Wysokość:                 | 6,97 m                | 6,97 m                   |
| Rozpiętość skrzydeł:      | 18,86 m               | 18,86 m                  |
| Powierzchnia skrzydeł:    | 46,83 m²              | 46,83 m²                 |
| Skos skrzydła:            | 29°                   | 29°                      |
| Szerokość:                | 2,03 m                | 2,03 m                   |
| Długość kabiny:           | 7,16 m                | 7,16 m                   |
| Szerokość kabiny:         | 1,86 m                | 1,86 m                   |
| Wysokość w kabinie:       | 1,8 m                 | 1,8 m                    |
| Maksymalny zasięg:        | 5830 km               | 6047 km                  |
| Prędkość przelotowa:      | Mach 0,80             | Mach 0,80                |
| Pułap:                    | 13 700 m              | 13 700 m                 |
| Maksymalna masa startowa: | 17 600 kg             | 18 000 kg                |
| Masa własna:              | 9 150 kg              | 9 600 kg                 |
| Załoga:                   | 2                     | 2                        |
| Pasażerowie:              | od 8 do 9             | od 8 do 9                |
| Silniki:                  | 3 Garrett TFE731-3-1C | 3 AlliedSignal TFE731-40 |
| Ciąg:                     | 16,5 kN               | 16,5 kN                  |